# Consensus quinquesaecularis

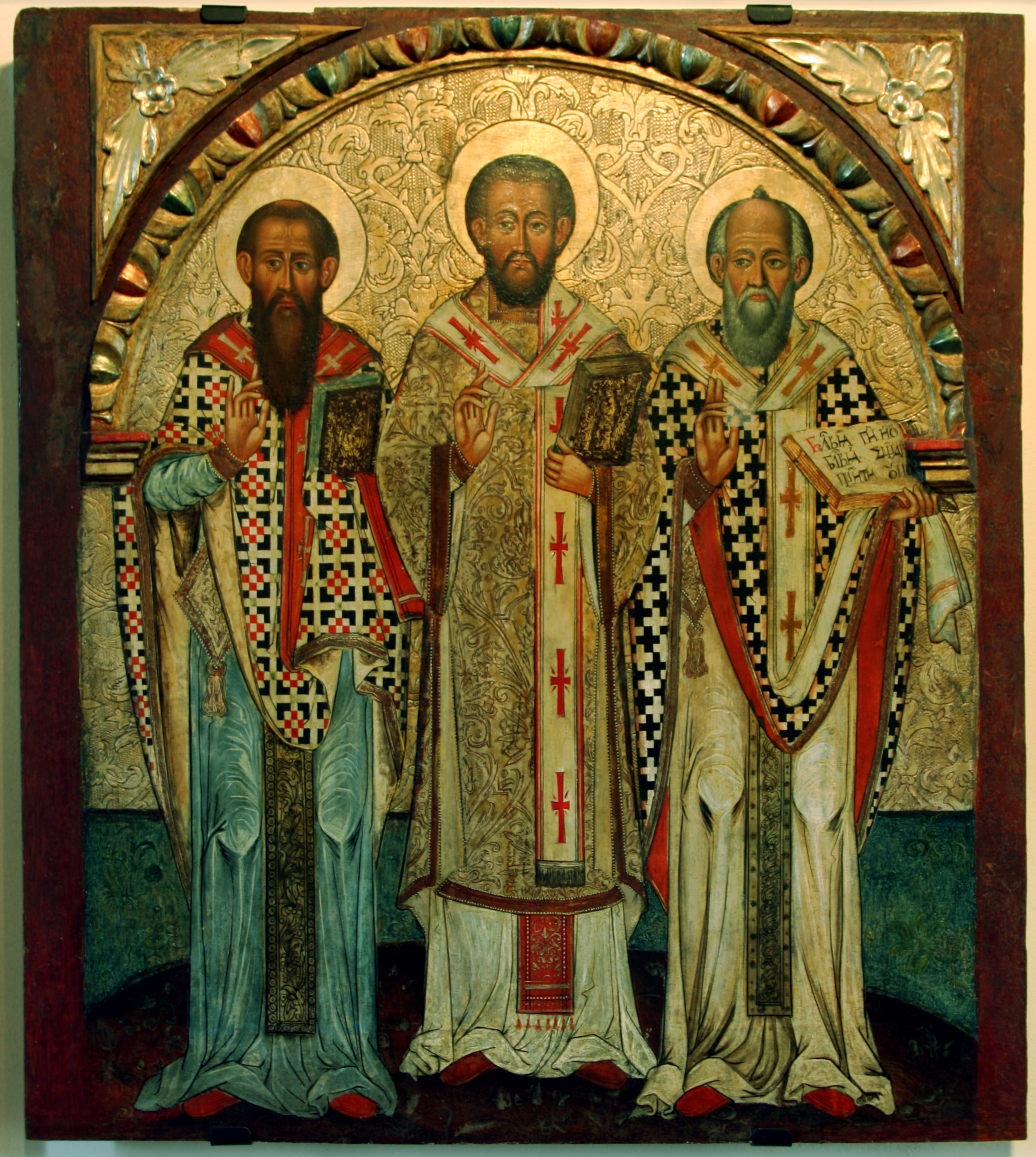
Griechische Kirchenväter: Basilius der Große, Johannes Chrysostomos und Gregor von Nazianz

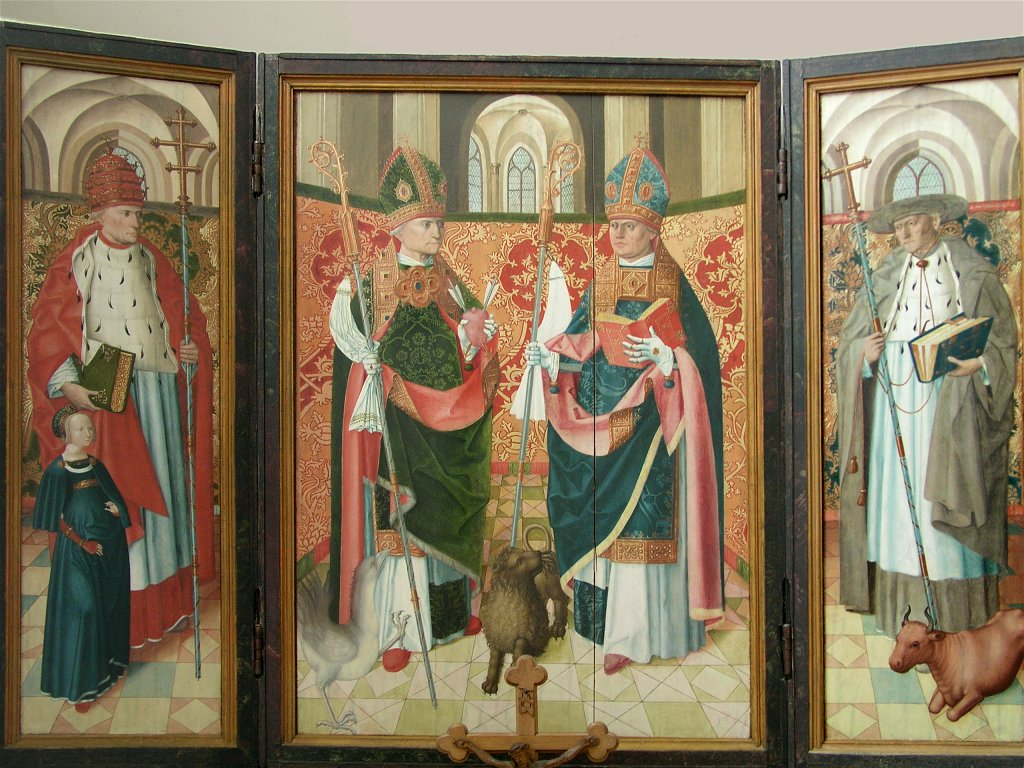
Lateinische Kirchenväter: Gregor der Große, Augustinus, Ambrosius und Hieronymus

Consensus quinquesaecularis (lateinisch „Konsens der [ersten] fünf Jahrhunderte“) ist ein Begriff aus der christlichen Theologiegeschichte, der heute nur noch selten gebraucht wird. Er hat seinen Ort im interkonfessionellen Dialog und formuliert die Anschauung, es habe in den ersten fünf Jahrhunderten der Kirchengeschichte, der Zeit der „ungeteilten“ Alten Kirche, eine Übereinstimmung in den Grundlehren des christlichen Glaubens gegeben, die als Basis für eine heute anzustrebende Kircheneinheit ausreiche. Später hinzugekommene Lehren und Lehrdifferenzen seien weniger bedeutsam und müssten nicht kirchentrennend sein.

## Begriffsgeschichte

### Georg Calixt
Als Urheber des Begriffs gilt der lutherische Ireniker Georg Calixt (1586–1656). Er entwickelte ihn – unter der Bezeichnung Consensus antiquitatis – 1626 in der Einleitung seiner Ausgabe von Augustinus’ De doctrina christiana und Vinzenz’ von Lerin Commonitorium (mit dessen berühmter Definition des „Katholischen“, von allen Christen zu Glaubenden). Den später allgemein rezipierten Ausdruck Consensus quinquesaecularis prägte – ablehnend – Johann Georg Dorsche 1648. Calixt verwendete das Konzept in den folgenden Jahrzehnten immer wieder, um die konfessionsübergreifende Übereinstimmung im Apostolischen Glaubensbekenntnis, in der Trinitätslehre, der Christologie und der Soteriologie zu betonen und „jüngere“ römisch-katholische Lehren und Gebräuche – die eucharistische Transsubstantiation, die Zahl der Sakramente, Fegefeuer, Ablass und Seelenmessen, den Priesterzölibat und die Anrufung der Heiligen – als nachrangig und verhandelbar zu erweisen. Damit schloss er zugleich explizit das Traditionsprinzip und den Papstprimat aus.

### Frühe Kritik
Obwohl primär an katholische Theologen gerichtet und vorbereitet von altgläubigen Humanisten der Reformationszeit wie Georg Witzel und Georg Cassander, fand Calixts Konzept dort nur geringes Echo. Vor allem der Jesuit Vitus Erbermann brachte die zu allen Zeiten durch den Heiligen Geist in der Kirche weitergehende Tradition und die Lehrautorität des Papstamtes gegen einen Consensus antiquitatis kompromisslos zur Geltung.
Viel stärker war die negative Resonanz auf Seiten der lutherischen Orthodoxie, wo das Consensus-Konzept als Relativierung des Schriftprinzips und der reformatorischen Rechtfertigungslehre teils heftig zurückgewiesen und als Synkretismus diskreditiert wurde.

### Positive Weiterwirkung
Positiv aufgenommen wurde das Konzept von anglikanischen Theologen des 18. und 19. Jahrhunderts im Zuge der Entwicklung des Anglokatholizismus. Nach den römisch-katholischen Dogmendefinitionen von 1854 und 1870 war es dann vor allem Ignaz von Döllinger, der auf das Konzept als Dialoggrundlage sowohl mit Orthodoxen wie mit Protestanten zurückgriff, etwa bei den von ihm initiierten Bonner Unionskonferenzen. Die damals entstehende alt-katholische Kirche beruft sich mit ihrem Namen auf den Consensus quinquesaecularis. Die ökumenische Bewegung des 20. und 21. Jahrhunderts gebraucht den Ausdruck zwar kaum noch, steht aber sachlich in seiner Wirkungsgeschichte.

### Heutige Kritik
Heute wird die Vorstellung eines fünfhundertjährigen christlichen Konsenses von vielen Dogmengeschichtlern als fiktiv angesehen, da sie nur durch Ausblendung aller ur- und frühchristlichen Kontroversen und Spaltungen aufrechterhalten werden könne. Zudem wird das dahinterstehende geschichtsphilosophische Leitbild der Dekadenz in Frage gestellt, wonach das Ältere auch das Bessere und Wahrere sei, eine Denkfigur, die Calixt vom Renaissance-Humanismus seiner Zeit übernommen habe.